# Afragola
Afragola és un municipi italià, situat a la regió de Campània i a la Ciutat metropolitana de Nàpols. L'any 2024 tenia 61.449 habitants.